# José Luis Acosta
José Luis Acosta Salmerón (Úbeda, España; 1961) es un director y guionista de cine y televisión. 

## Biografía
Empezó como técnico en más de quince películas, y siguió bajo la sombra del productor Elías Querejeta, con el que dirigió tres documentales y un mediometraje del proyecto Siete Huellas. Entre las series más destacadas en cuyos guiones ha participado se encuentran Los ladrones van a la oficina, Ana y los 7, A las once en casa, Fuera de lugar, UCO y la tvmovie Barreiros, que ha obtenido en la 45.ª edición del Word Festival Houston (2012) el Premio Platino a la mejor tvmovie. Ha dirigido dos películas, de cuyos guiones es, igualmente, autor: Gimlet (1995), un thriller turbio y obsesivo, con Viggo Mortensen y Ángela Molina en sus papeles protagonistas, seleccionada en el festival de San Sebastián y premio en el festival de Alejandría, y No dejaré que no me quieras (2002), una comedia de enredos románticos, con Pere Ponce, Alberto San Juan, Viviana Saccone y Ana Risueño al frente de su reparto. También el cortometraje Historia de un búho (2003), nominado al Goya al mejor cortometraje y con más de 35 premios nacionales e internacionales. En la actualidad trabaja para el mercado estadounidense y latinoamericano como guionista y productor ejecutivo a través de WTH, agencia de contenidos de México y Los Ángeles. Actualmente trabaja como director de contenidos de International Studios Telemundo NBCUniversal Miami USA donde ha desarrollado series com El Recluso, Jugar con Fuego y la última producción No te puedes esconder, las tres para Netflix.
El 25 de julio de 2013 fue elegido presidente de la SGAE, dimitiendo el 31 de marzo de 2016.